# ソユーズ40号
ソユーズ40号（Soyuz 40、ロシア語: Союз 40）、1981年にソビエト連邦によって行われたサリュート6号への有人宇宙飛行である。

## 乗組員
- 船長:レオニード・ポポフ (2) ソビエト連邦
- リサーチ:ドゥミトール・プルナリウ (1) ルーマニア

### バックアップ
- 船長:ユーリ・ロマネンコ  ソビエト連邦
- リサーチ:ドゥミトール・デデュー  ルーマニア

## ミッションパラメータ
- 質量:6800kg
- 近点:198.1km
- 遠点:287km
- 軌道傾斜角:51.6°
- 軌道周期:89.06分

## ミッションハイライト
サリュート6号への16回目の飛行であり、9回目のインターコスモスとしてルーマニアから初の宇宙飛行士であるドゥミトール・プルナリウが参加した。共産圏の国民を宇宙へ運ぶインターコスモスプログラムの第1段階であるソユーズフェリーとしては最終回であった。このプログラムによって、1978年から1981年までの間に、合計で9カ国の宇宙飛行士が宇宙へ行った。
またソユーズ40号は、ソユーズ-Tに代わる前のオリジナルのソユーズ宇宙船の最後の飛行であり、サリュート6号とドッキングしたソユーズ宇宙船としても最後であった。プルナリウは地球の磁場の研究を行ったが、地球の観測は、飛行最終日にサリュート6号が日中にルーマニア上空を横切る時まで延期された。この時、乗組員は宇宙船の姿勢制御システムの試験も行った。